# 古庙倩魂
《古庙倩魂》（英語：Spirit in an Old Temple），导演孙满义，主演惠娟艳、赵军文、赵丹红。

## 剧情
浙江书生宁采臣和陕西道士燕赤霞一起在浙江金花的一个破败的古庙居住。当天晚上，一个女子带金元宝到宁采臣的床上，给他金元宝，要求和宁采臣同床共枕，被宁采臣驱逐，金元宝被丢出窗外。第二天，有2个住在古庙的书生暴毙。燕赤霞和宁采臣才得知原来是他们色欲太盛，被聂小倩吸取元阳而死。经过了解，宁采臣和燕赤霞最终搭救了聂小倩。

## 演出
| 演员   | 角色   | 备注 |
| 赵军文 | 宁采臣 |      |
| 赵丹红 | 燕赤霞 |      |
| 惠娟艳 | 聶小倩 |      |